# Casale di Scodosia
Casale di Scodosia es una localidad y comune italiana de la provincia de Padua, región de Véneto, con 4.829 habitantes.

## Evolución demográfica
| Gráfica de evolución demográfica de Casale di Scodosia entre 1861 y 2001 |
|                                                                          |
| Fuente ISTAT - elaboración gráfica de Wikipedia                          |